# Curvularia uncinata
Curvularia uncinata är en svampart som beskrevs av Bugnic. 1950. Curvularia uncinata ingår i släktet Curvularia och familjen Pleosporaceae.   Inga underarter finns listade i Catalogue of Life.